# Максбург (Огайо)
Максбург (англ. Macksburg) — селище (англ. village) в США, в окрузі Вашингтон штату Огайо. Населення — 120 осіб (2020).

## Географія
Максбург розташований за координатами 39°37′52″ пн. ш. 81°27′24″ зх. д. / 39.63111° пн. ш. 81.45667° зх. д. (39.631148, -81.456800).  За даними Бюро перепису населення США в 2010 році селище мало площу 0,58 км², з яких 0,56 км² — суходіл та 0,02 км² — водойми.

## Демографія
Згідно з переписом 2010 року, у селищі мешкало 186 осіб у 77 домогосподарствах у складі 50 родин. Густота населення становила 322 особи/км².  Було 81 помешкання (140/км²).
Расовий склад населення:
| - 100,0 % — білих |

До двох чи більше рас належало 0,0 %. Частка іспаномовних становила 0,0 % від усіх жителів.
За віковим діапазоном населення розподілялося таким чином: 20,4 % — особи молодші 18 років, 65,6 % — особи у віці 18—64 років, 14,0 % — особи у віці 65 років та старші. Медіана віку мешканця становила 40,0 року. На 100 осіб жіночої статі у селищі припадало 118,8 чоловіків;  на 100 жінок у віці від 18 років та старших — 120,9 чоловіків також старших 18 років.
Медіана доходів становила 51 071 долар для чоловіків та 22 292 долари для жінок. За межею бідності перебувало 20,7 % осіб, у тому числі 0,0 % дітей у віці до 18 років та 28,6 % осіб у віці 65 років та старших.
Цивільне працевлаштоване населення становило 50 осіб. Основні галузі зайнятості: сільське господарство, лісництво, риболовля — 28,0 %, освіта, охорона здоров'я та соціальна допомога — 20,0 %, роздрібна торгівля — 14,0 %, виробництво — 14,0 %.